# 1011 (numero)
Milleundici (1011) è il numero naturale dopo il 1010 e prima del 1012.

## Proprietà matematiche
- È un numero dispari.
- È un numero composto da 4 divisori: 1, 3, 337, 1011. Poiché la somma dei suoi divisori (escluso il numero stesso) è 341 < 1011, è un numero difettivo.
- È un numero semiprimo.
- È un numero omirpimes.
- È un numero palindromo e un numero ondulante nel sistema numerico esadecimale (3F3).
- È un numero nontotiente in quanto dispari e diverso da 1.
- È un numero malvagio.
- È un numero fortunato.
- È un numero intero privo di quadrati.
- È parte delle terne pitagoriche (525, 864, 1011), (1011, 1348, 1685), (1011, 56780, 56789), (1011, 170352, 170355), (1011, 511060, 511061).

## Astronomia
- 1011 Laodamia è un asteroide areosecante del sistema solare.

## Astronautica
- Cosmos 1011 è un satellite artificiale russo.

## Altri ambiti
- Il Nokia 1011 è stato il primo telefono GSM Nokia.